# Dầu Argan
Dầu argan hay dầu kiên quả là một loại dầu thực vật được sản xuất từ nhân của cây kiên quả (có tên khoa học là Argania spinosa L.), một giống cây đặc hữu của Maroc. Ở Maroc, dầu argan được dùng để chấm bánh mì vào bữa sáng hoặc để chấm với món kuskus hoặc mì ống. Nó cũng được sử dụng trong thẩm mỹ.

## Đặc tính
Dầu argan có hầu hết các axit béo:
| Axit béo  | Tỉ lệ phần trăm |
| --------- | --------------- |
| Oleic     | 42.8%           |
| Linoleic  | 36.8%           |
| Palmitic  | 12.0%           |
| Stearic   | 6.0%            |
| Linolenic | <0.5%           |

Dầu argan có tỷ trọng tương đối ở 20 °C (68 °F) nằm trong khoảng từ 0,906 đến 0,919.
Dầu argan chứa tocopherol (vitamin E), phenol, carotene, squalene và axit béo, (80% axit béo không bão hòa) Các phenol tự nhiên chính trong dầu argan là axit caffeic, oleuropein, axit vanillic, tyrosol, catechol, resorcinol., (-) - epicatechin và (+) - catechin.
Tùy thuộc vào phương pháp chiết xuất, dầu argan có thể chống oxy hóa cao hơn dầu ô liu.

## Công dụng

### Ẩm thực
Ở Maroc, dầu được sử dụng như để chấm bánh mì, món kuskus và dùng làm thuốc.
Amlu, một loại bột nhão màu nâu đặc có độ sệt tương tự như bơ đậu phộng, được sử dụng làm món chấm bánh mì. Nó được sản xuất bằng cách nghiền hạnh nhân rang và dầu argan bằng cách sử dụng đá, sau đó trộn dầu argan và hạnh nhân trong mật ong.
Nhiều tuyên bố về tác dụng có lợi đối với sức khỏe nhờ sử dụng dầu argan đã được đưa ra. Một bài báo nghiên cứu được xuất bản vào năm 2010 cho thấy rằng dầu argan chứa hàm lượng γ-Tocopherol cao hơn các loại dầu khác, có đặc tính bảo vệ hóa học và chống viêm mạnh.

### Mỹ phẩm
Shea Terra Organics là công ty đầu tiên ra mắt dầu argan tại Mỹ vào năm 2003. Kể từ đó, dầu argan ngày càng trở nên phổ biến trong các chế phẩm mỹ phẩm và chăm sóc tóc. Tính đến  năm 2020 Tính đến năm 2020, nhu cầu tăng trưởng lớn nhất là trong ngành mỹ phẩm, nơi nó đang được sử dụng làm kem dưỡng da mặt và là thành phần trong son bóng, dầu gội đầu, kem dưỡng ẩm và xà phòng.

## Chiết xuất

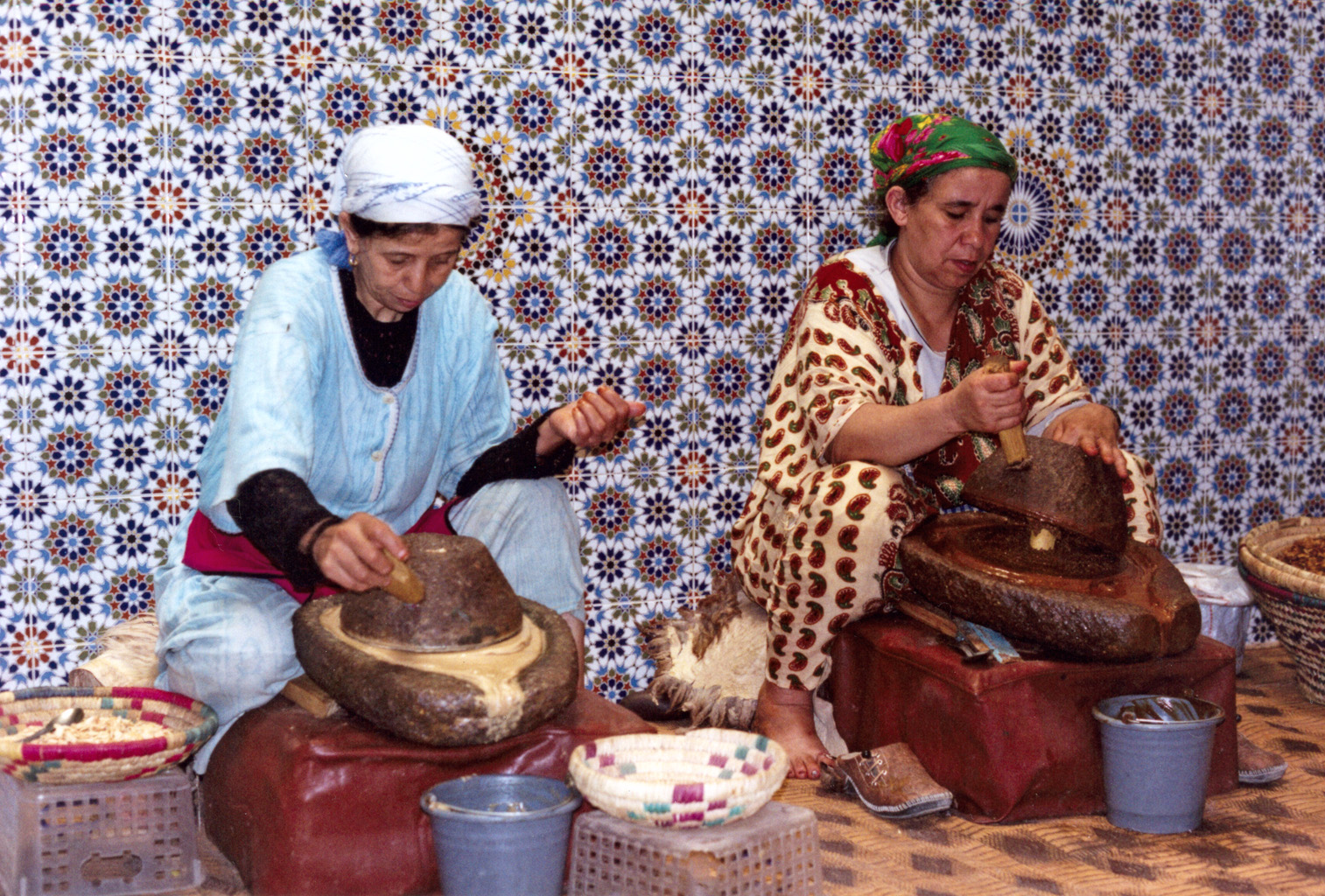
Sản xuất dầu argan theo phương pháp truyền thống

Quả của cây kiên quả nhỏ, tròn, có hình bầu dục hoặc hình nón. Một lớp vỏ dày bao phủ lớp cùi thịt. Phần cùi bao quanh quả hạch có vỏ cứng chiếm khoảng 25% trọng lượng quả tươi.
Mỗi hạt chứa từ một đến ba nhân hạt argan có nhiều dầu. Chiết xuất ra sẽ thu được từ 30% đến 50% lượng dầu trong nhân, tùy thuộc vào phương pháp chiết xuất. Cần khoảng 40 kilôgam (88 lb) quả argan khô để chỉ sản xuất một lít dầu.
Chiết xuất là công đoạn chính của quá trình sản xuất. Để chiết xuất nhân, đầu tiên người thợ phải phơi khô quả argan ở ngoài trời rồi tách lấy phần cùi. Một số người sản xuất loại bỏ thịt quả một cách máy móc mà không làm khô quả. Người Maroc thường sử dụng thịt quả để làm thức ăn gia súc. Truyền thống ở một số khu vực của Maroc cho phép dê leo lên cây kiên quả để ăn trái tự do. Sau đó, nhân hạt được lấy ra từ phân dê, giúp giảm đáng kể công lao động trong quá trình khai thác nhưng có khả năng có một số mùi khó chịu. Hiện nay, vỏ được lột bằng tay.
Giai đoạn tiếp theo liên quan đến việc tách hạt argan để thu được nhân hạt argan. Những nỗ lực để cơ giới hóa quá trình này đã không thành công. Do đó, công nhân vẫn phải làm thủ công nên đây là một quá trình tốn nhiều thời gian và công sức. Phụ nữ người Berber thường làm công việc vất vả này.
Sau đó, người ta rang nhẹ nhân mà họ sẽ sử dụng để làm dầu argan nấu ăn. Sau khi nhân argan nguội, người thợ xay và ép. Hỗn hợp màu nâu giúp loại bỏ dầu argan nguyên chất, chưa lọc. Cuối cùng, họ gạn dầu argan chưa lọc vào các bình. Phần bánh ép còn lại giàu protein và thường được sử dụng làm thức ăn gia súc.
Dầu argan mỹ phẩm được sản xuất gần như tương tự, chỉ khác là hạt argan không được rang để tránh mùi thơm quá hấp dẫn.
Dầu argan đã gạn được để yên khoảng hai tuần để các chất rắn lơ lửng lắng xuống đáy. Dầu argan trong hơn được lọc thêm tùy thuộc vào độ trong và độ tinh khiết cần thiết. Dầu argan nguyên chất có thể chứa một số cặn.

## Sản xuất

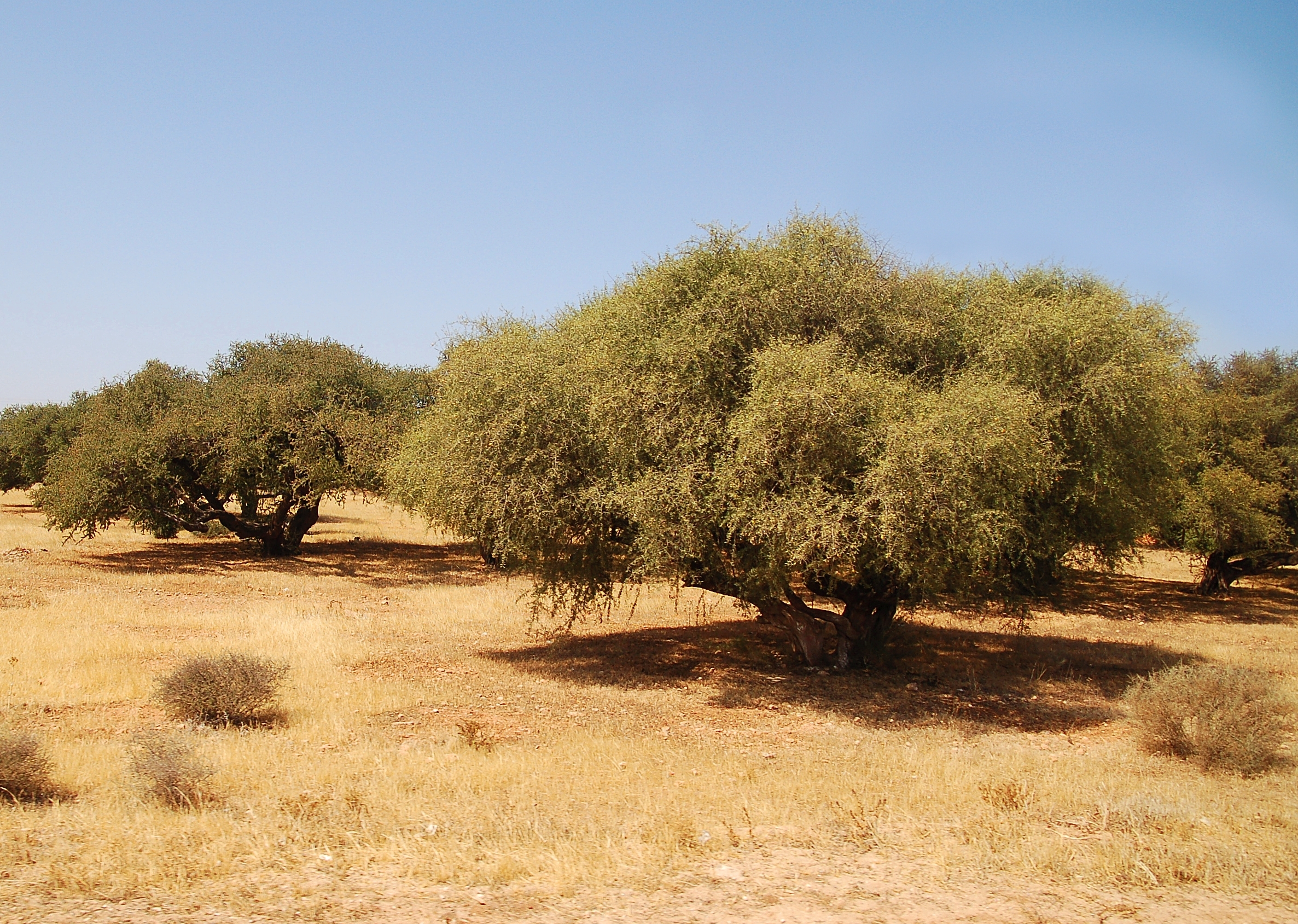
Vườn cây kiên quả

Sau lần bán sản phẩm mỹ phẩm đầu tiên ở Mỹ vào năm 2003, nhu cầu tăng vọt và sản lượng tăng lên. Vào năm 2012, chính phủ Maroc đã lên kế hoạch tăng sản lượng từ khoảng 2.500 tấn lên 4.000 tấn vào năm 2020.
Do dầu argan đang được pha loãng với các loại dầu như hướng dương vì quá trình chiết xuất dầu argan nguyên chất có thể khó khăn và tốn kém. Từ năm 2012, chính phủ Maroc bắt đầu rút ngẫu nhiên các lô hàng argan và kiểm tra độ tinh khiết trước khi xuất khẩu.
Đến năm 2020, sản lượng đã tăng theo cấp số nhân, đặc biệt là sau khi các nghiên cứu cho thấy lợi ích sức khỏe của nó. Hầu hết tất cả dầu đều có nguồn gốc từ Maroc, và dự báo sẽ đạt 19.623 tấn thiếu (17.802 tấn) vào năm 2022, tăng từ 4.836 (4387 tấn) vào năm 2014; tính theo giá trị, 1.79 tỷ đô-la Mỹ (1.4 tỷ bảng Anh).
Vùng sản xuất dầu đang được mở rộng: vào năm 2020, nó đã bắt đầu gần thành phố Agadir, 175 kilômét (109 mi) về phía nam của khu vực trồng argan truyền thống ở Essaouira và sẽ mở rộng về phía bắc.
40 kilôgam (88 lb) quả argan khô chỉ tạo ra một lít dầu. Việc sản xuất dầu chiết xuất bằng máy móc với quy mô công nghiệp khiến giá cả giảm xuống, tác động đến các hợp tác xã nhỏ, nơi phần lớn phụ nữ Berber làm theo cách truyền thống, thâm dụng lao động. Dầu được sản xuất công nghiệp có thể có giá chỉ 22 đô la Mỹ một lít, thấp hơn một nửa so với giá dầu do các hợp tác xã sản xuất. Điều này có thể có tác động xã hội lớn. Tuy nhiên, công ty mỹ phẩm khổng lồ L'Oréal đã cam kết bao tiêu tất cả dầu argan từ các hợp tác xã nhỏ có đăng ký các nguyên tắc thương mại công bằng.

## Tác động

### Môi trường
Cây kiên quả cung cấp thức ăn, nơi ở và bảo vệ khỏi sa mạc hóa. Rễ sâu của cây giúp ngăn chặn sự xâm lấn của sa mạc. Tán của cây kiên quả còn tạo bóng mát cho các loại nông sản khác, lá và quả cung cấp thức ăn cho gia súc.
Kiên quả cũng giúp ổn định cảnh quan, giúp chống xói mòn đất, cung cấp bóng mát cho đồng cỏ và giúp bổ sung các tầng chứa nước.
Sản xuất dầu argan đã giúp bảo vệ cây kiên quả khỏi bị chặt phá. Ngoài ra, việc tái sinh cây Arganeraie cũng đã được thực hiện: vào năm 2009, một hoạt động trồng 4.300 cây kiên quả đã được thực hiện ở Meskala thuộc tỉnh Essaouira.
The Réseau des Associations de la Réserve de Biosphère Arganeraie (Mạng lưới các hiệp hội của Khu Dự trữ Sinh quyển Argan, RARBA) được thành lập vào năm 2002 với mục đích đảm bảo sự phát triển bền vững ở Arganeraie.
RARBA đã tham gia vào một số dự án lớn, bao gồm cả chương trình chống hoang mạc hóa quốc gia của Maroc (Program National de Lutte contre la sa mạc hóa, PAN / LCD). Dự án liên quan đến người dân địa phương và giúp cải thiện cơ sở hạ tầng cơ bản, quản lý tài nguyên thiên nhiên, các hoạt động tạo doanh thu (bao gồm sản xuất dầu argan), tăng cường năng lực và một số hoạt động khác.

### Xã hội

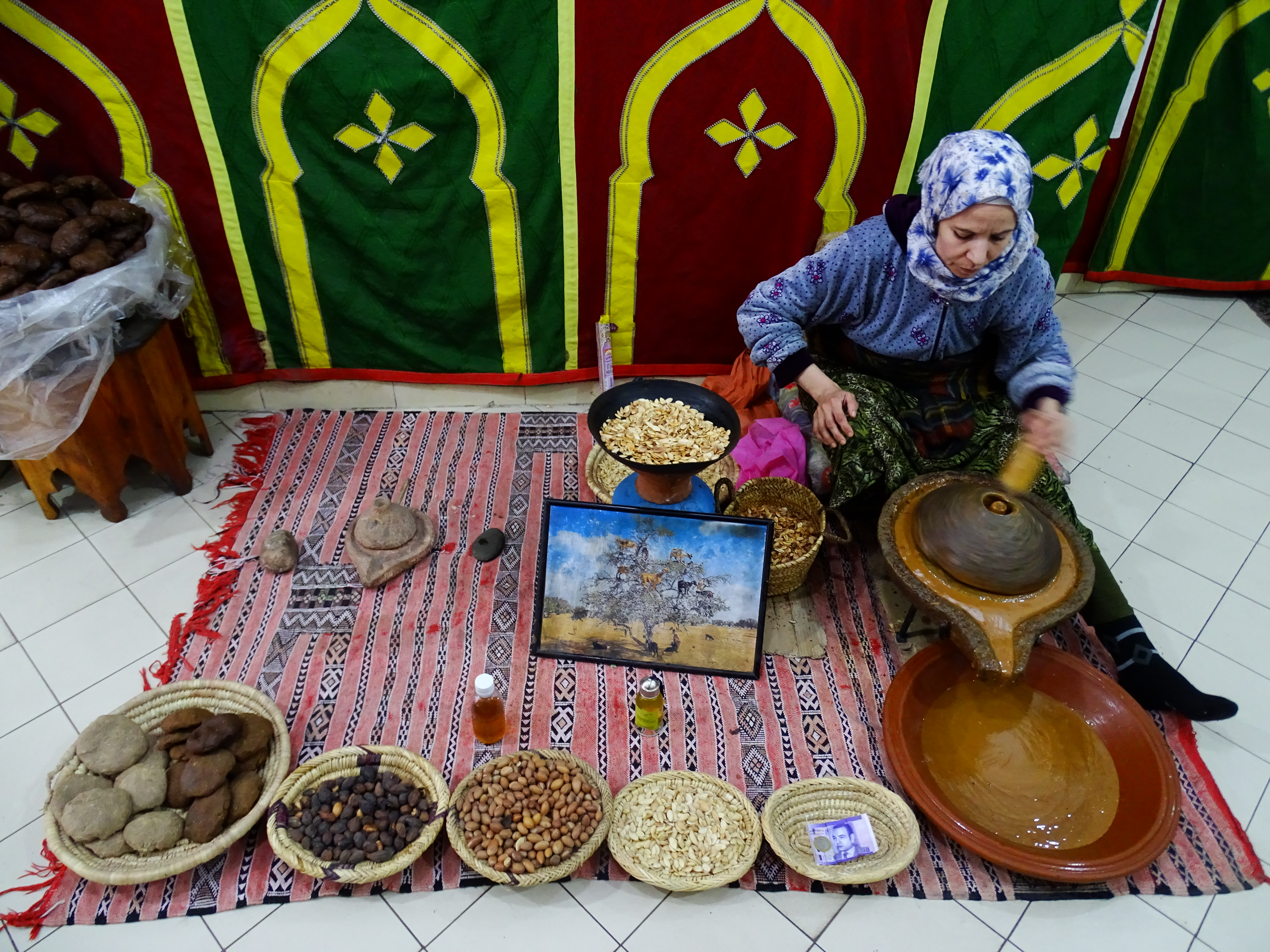
Bột nhào Argan sản xuất ở Maroc.

Việc sản xuất dầu argan đã giúp cải thiện đời sống kinh tế xã hội ở Maroc. Hiện tại, việc sản xuất dầu hỗ trợ khoảng 2,2 triệu người ở vùng sản xuất dầu argan chính, Arganeraie.
Phần lớn dầu argan được sản xuất ngày nay là do một số hợp tác xã phụ nữ làm. Được đồng tài trợ bởi Cơ quan Phát triển Xã hội với sự hỗ trợ của Liên minh Châu Âu, Union des HTX des Femmes de l’Arganeraie là liên minh các hợp tác xã dầu argan lớn nhất ở Maroc. Nó bao gồm 22 hợp tác xã được tìm thấy ở nhiều nơi khác nhau trong khu vực.
Tính đến năm 2020, có khoảng 300 công ty nhỏ, chủ yếu là hợp tác xã, trong khu vực cách Essaouira trên bờ biển Đại Tây Dương khoảng 25 km (16 mi) trong đất liền. Những người phụ nữ thu hoạch hạt giống chủ yếu là người Berber, với những kỹ năng kế thừa từ nhiều thế hệ trước.
Việc làm trong các hợp tác xã mang lại cho phụ nữ một khoản thu nhập. Nhiều người đã dùng để trang trải việc học cho bản thân hoặc con cái của họ. Nó cũng cung cấp cho họ một mức độ tự chủ trong một xã hội truyền thống do nam giới thống trị và đã giúp nhiều người nhận thức rõ hơn về quyền của họ.
Sự thành công của hợp tác xã argan cũng đã khuyến khích những người sản xuất nông sản khác áp dụng mô hình hợp tác xã.  Việc thành lập các hợp tác xã đã được hỗ trợ bởi sự hỗ trợ trong nước, đặc biệt là Quỹ Mohamed VI pour la Recherche et la Sauvegarde de l'Arganier (Quỹ Mohammed VI về Nghiên cứu và Bảo vệ Cây Kiên quả) và từ các tổ chức quốc tế, bao gồm Trung tâm Nghiên cứu Phát triển Quốc tế Canada và Ủy ban Châu Âu.
Tuy nhiên, mặc dù nhiều người phải làm việc cả ngày nhưng phụ nữ thường kiếm được ít hơn 221 đô la Mỹ (170 bảng Anh) một tháng (và thậm chí thấp hơn 50 đô la Mỹ), thấp hơn mức lương tối thiểu quốc gia của Maroc. Zoubida Charrouf, giáo sư hóa học tại Đại học Mohammed V ở Rabat là người ủng hộ hàng đầu trong việc trả lương cao hơn, đồng thời là tác giả của các nghiên cứu về lợi ích sức khỏe của nó. Bà ấy nói rằng một số công ty trả tiền cho tài xế để đưa khách du lịch đến cơ sở của họ, để bán dầu cho họ thay vì trả lương xứng đáng cho công nhân của họ. Bộ trưởng Bộ Nông nghiệp Maroc đã yêu cầu Charrouf giúp đỡ trong việc buộc các công ty tham gia các cơ quan thương mại và cam kết trả cho nhân viên mức lương tối thiểu.
Tại Việt Nam, dầu argan được bán dưới hình thức thức "mua hộ" thông qua Đặng Tố Nga, một nữ KOL trên Facebook có khá đông người theo dõi. Đặng Tố Nga thần thánh hoá lợi ích dầu Argan rồi thông báo có thể chia sẻ với các bạn dầu thừa chiết xuất cho gia đình từ Morroco bởi người anh trai của chồng, chứ không phải dầu thương mại. Sau này khi fan tỉnh ra, họ mới nhận ra anh trai chồng Đặng Tố Nga mua sỉ từ một công ty từ Maroc, có bán cả 5 lít một can, và còn rẻ tiền đến mức chiết ra cái bình nhựa sáng màu để bán cho khách hàng. Trong khi đó chỉ cần vài Euro là có thể mua dầu Argan là hàng tốt, hàng organic, bình thủy tinh, tối màu cho khỏi ảnh hưởng chất lượng dầu.